# کلسیم هیپوکلریت

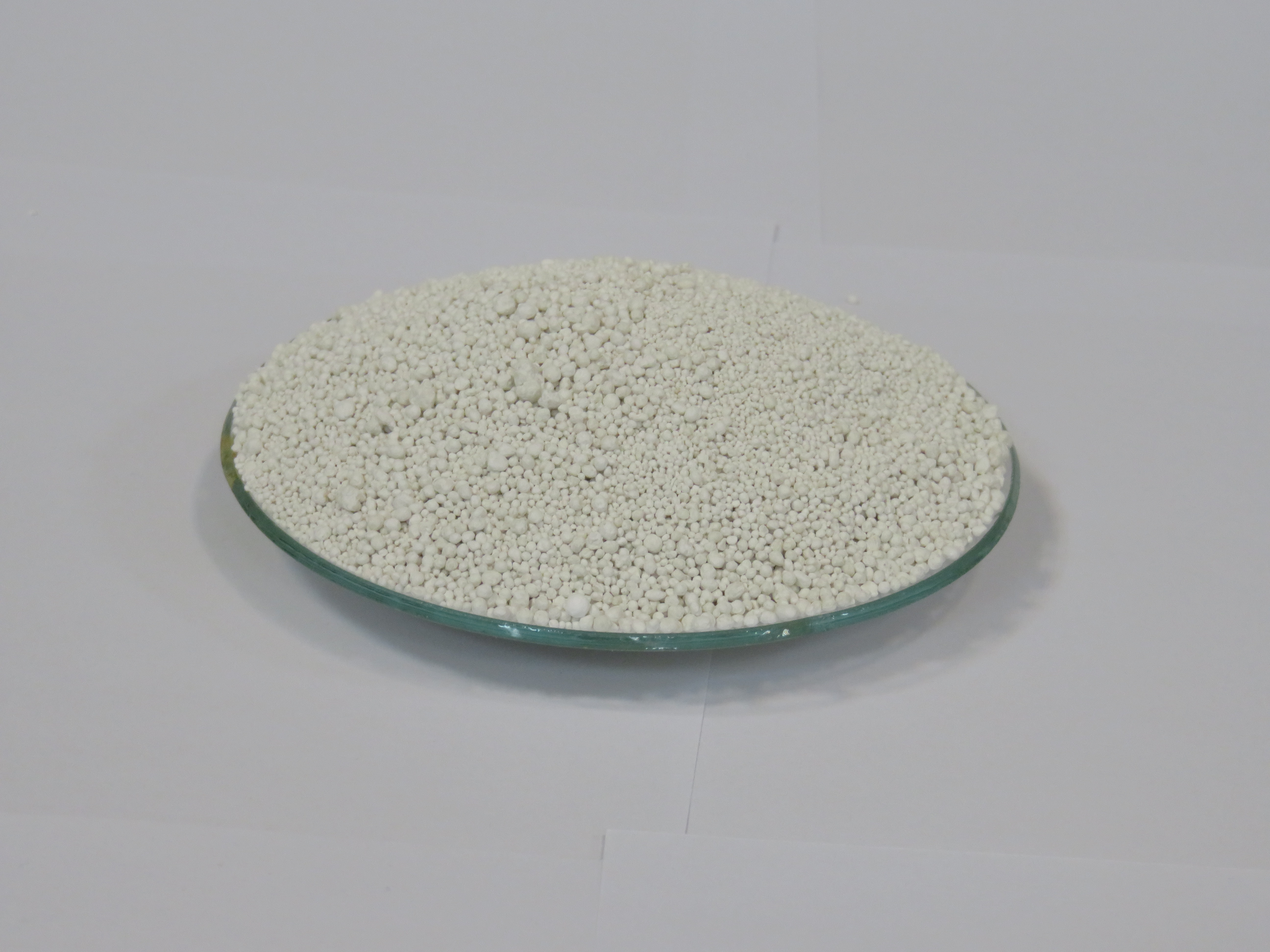
ظرف حاوی کلسیم هیپوکلریت

هیپوکلریت کلسیم (به انگلیسی: Calcium hypochlorite) یک  ترکیب شیمیایی است که از کلر و کلسیم و اکسیژن تشکیل شده و فرمول شیمیایی آن Ca(ClO)۲ می باشد. جرم مولی آن ۱۴۲٫۹۸ g/mol می‌باشد. شکل ظاهری این ترکیب، پودر سفید و خاکستری است. هیپوکلریت کلسیم، که به طور رایج با نام تجاری «پرکلرین» نیز شناخته می‌شود، به صورت پودر یا قرص تولید می‌شود و برای مصارف مختلف مورد استفاده قرار می‌گیرد؛ اما کاربرد اصلی آن در تصفیه و ضدعفونی‌کردن آب است.
فرآیند تولید
کلسیم هیپوکلریت به صورت صنعتی از طریق واکنش گاز کلر با  کلسیم هیدروکسید به دست می آید.
این ماده به طور عمده توسط شرکت‌ها و واحدهای صنعتی تولید می‌شود. روش تهیه آن عموماً به این صورت است:
تولید کلر: ابتدا، کلر گاز توسط پروسه‌های شیمیایی مانند الکترولیز سدیم کلرید (نمک خوراکی) یا از تخریب مواد شیمیایی دیگر تولید می‌شود.
ترکیب با کلسیم هیدروکسید: کلر گاز به محلول کلسیم هیدروکسید (معمولاً به عنوان معرف کلسیم کلرید) اضافه می‌شود.
این واکنش باعث تشکیل پرکلرین می‌شود:
جداسازی و خشک‌کردن: پس از تشکیل پرکلرین، آن را از محلول جدا کرده و خشک می‌کنند. این ماده به صورت پودر یا تبلت‌های آبی بسته‌بندی می‌شود.

## کاربردهای هیپوکلریت کلسیم
تصفیه آب استخرها: پرکلرین به عنوان یک ماده ضدعفونی‌کننده در آب استخرها و اسپاها به کار می‌رود. این ماده به آب اضافه می‌شود تا باکتری‌ها، ویروس‌ها، و عوامل آلاینده دیگر را نابود کرده و آب استخر را تمیز و ایمن نگه دارد.
تصفیه آب شرب: در برخی موارد، به عنوان یک ماده تصفیه کننده در تصفیه آب شرب به کار می‌رود. این ماده به آب اضافه می‌شود تا میکروارگانیسم‌ها را نابود کرده و آب را قابل مصرف کند.
کاربردهای صنعتی: در صنایع مختلف برای ضدعفونی کردن و تصفیه آب و مواد مختلف استفاده می‌شود. این می‌تواند در تصفیه فاضلاب، تصفیه آب‌های صنعتی، و حتی در تصفیه آب در صنایع غذایی و دارویی نیز کاربرد داشته باشد.
دیگر کاربردها :
- به منظور سفید کردن خمیر چوب، ابریشم، پارچه و فیبر
- ضد عفونی کننده ماده سمی شیمیایی و رادیواکتیو
- ضد عفونی کننده در آبزی پروری، دام و غیره

## طریقه استفاده از هیپوکلریت کلسیم
100 گرم هیپوکلریت کلسیم 65٪ به 1 لیتر آب اضافه کنید. محلول مایع سفید کننده با تراکم 6.5٪ کلر مؤثر است.
1٪ مایع ضد عفونی كننده می تواند با اضافه كردن 1.7 گرم كلسیم پائین 65٪ به 1 لیتر آب تهیه شود.

## مزایای هیپوکلریت کلسیم
- حجم کلر بسیار موثر
- حلالیت خوب، میزان مواد غیر قابل حل در آب، کم است.
- پایداری خوب، در دمای نرمال محیط با حداقل میزان از دست دادن کلر به مدت طولانی می توان ذخیره کرد.

## نکات ایمنی و نحوه نگهداری پرکلرین
محافظت در مقابل حرارت و نور مستقیم: باید از نور مستقیم آفتاب و حرارت زیاد محافظت شود.
جلوگیری از رطوبت: بسیار حساس به رطوبت است، بنابراین باید از ورود رطوبت به بسته‌بندی آن جلوگیری شود.
بسته‌بندی محکم: بسته‌بندی باید محکم و در شرایط ایمن صورت گیرد تا احتمال نشت و تماس با دیگر مواد شیمیایی جلوگیری شود.
محیط نگهداری: باید در مکان‌های خشک و خنک نگهداری شود. دمای ذخیره‌سازی معمولاً در دمای اتاق (حدود 20-25 درجه سانتی‌گراد) است.
جلوگیری از تماس با مواد قلیایی: نباید با مواد قلیایی نظیر آمونیاک مخلوط شود، زیرا این ترکیبات ممکن است باعث آزاد شدن گاز کلر خطرناک شوند.
توجه داشته باشید که پرکلرین ماده‌ای شیمیایی قوی است و باید با دقت و با رعایت دستورالعمل‌های تولیدکننده استفاده شود.
همچنین، از تمامی تدابیر ایمنی مرتبط با مواد شیمیایی برای پرکلرین (از جمله استفاده از ماسک و دستکش) استفاده کنید.